# Haithabu

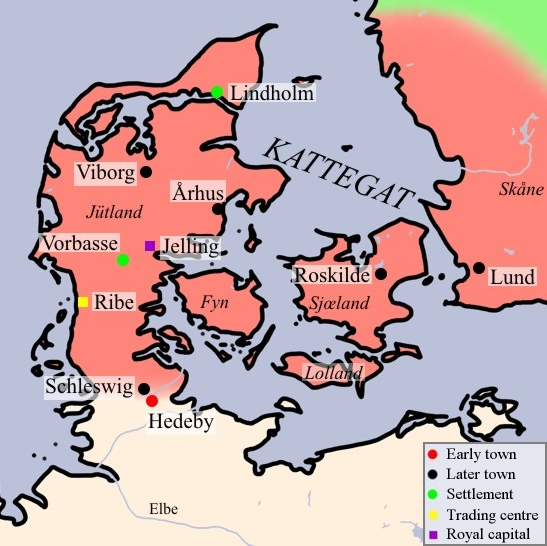
Hedeby helyzete a kor dán királyságának határán

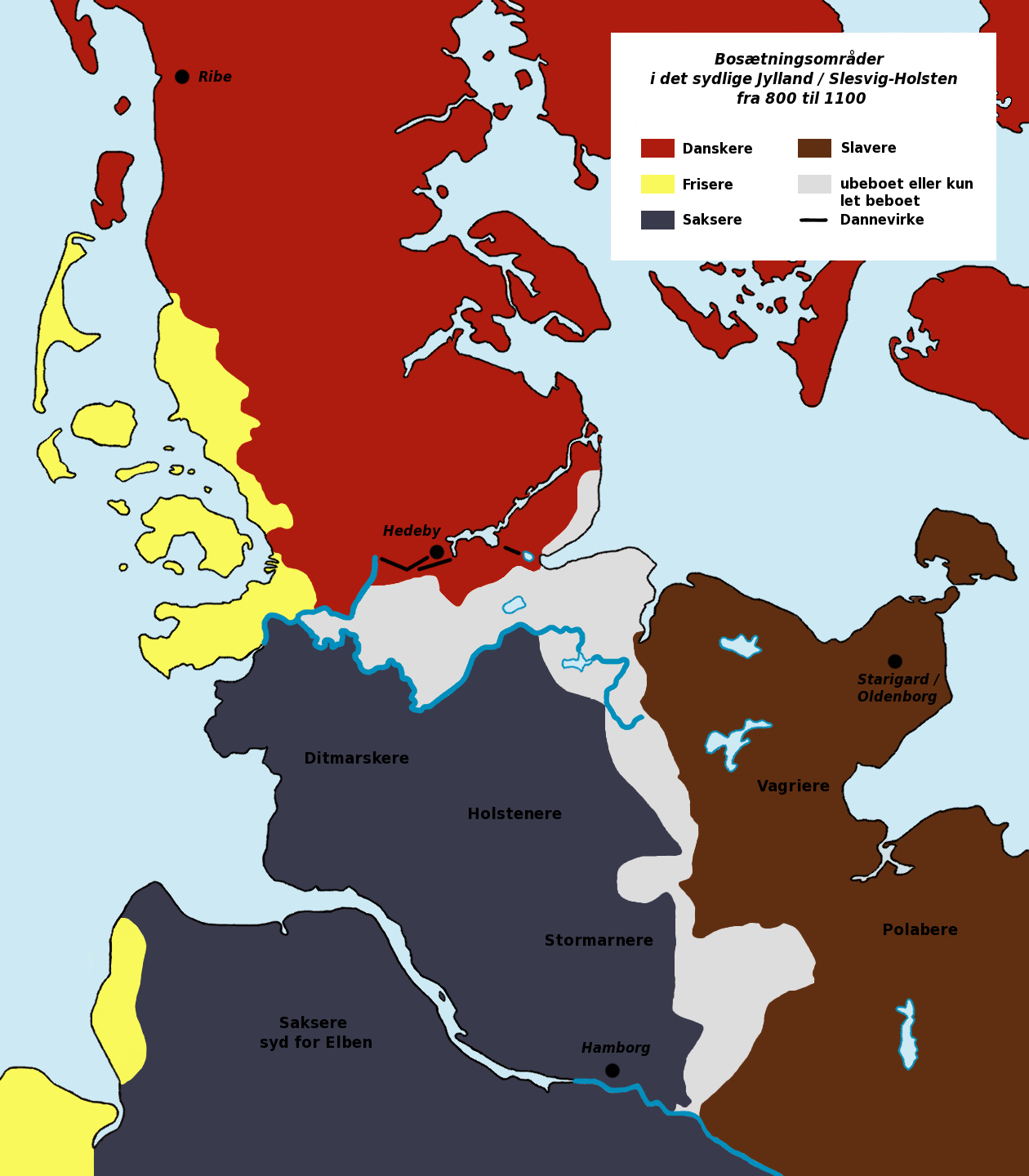
A lakosság nemzetiségi megoszlása a mai dán-német határvidéken 800-1200 között. Jelmagyarázat: vörös: dánok; sárga: frízek; sötétkék: németek; barna: szlávok; világos: ritkán lakott, vitatott területek

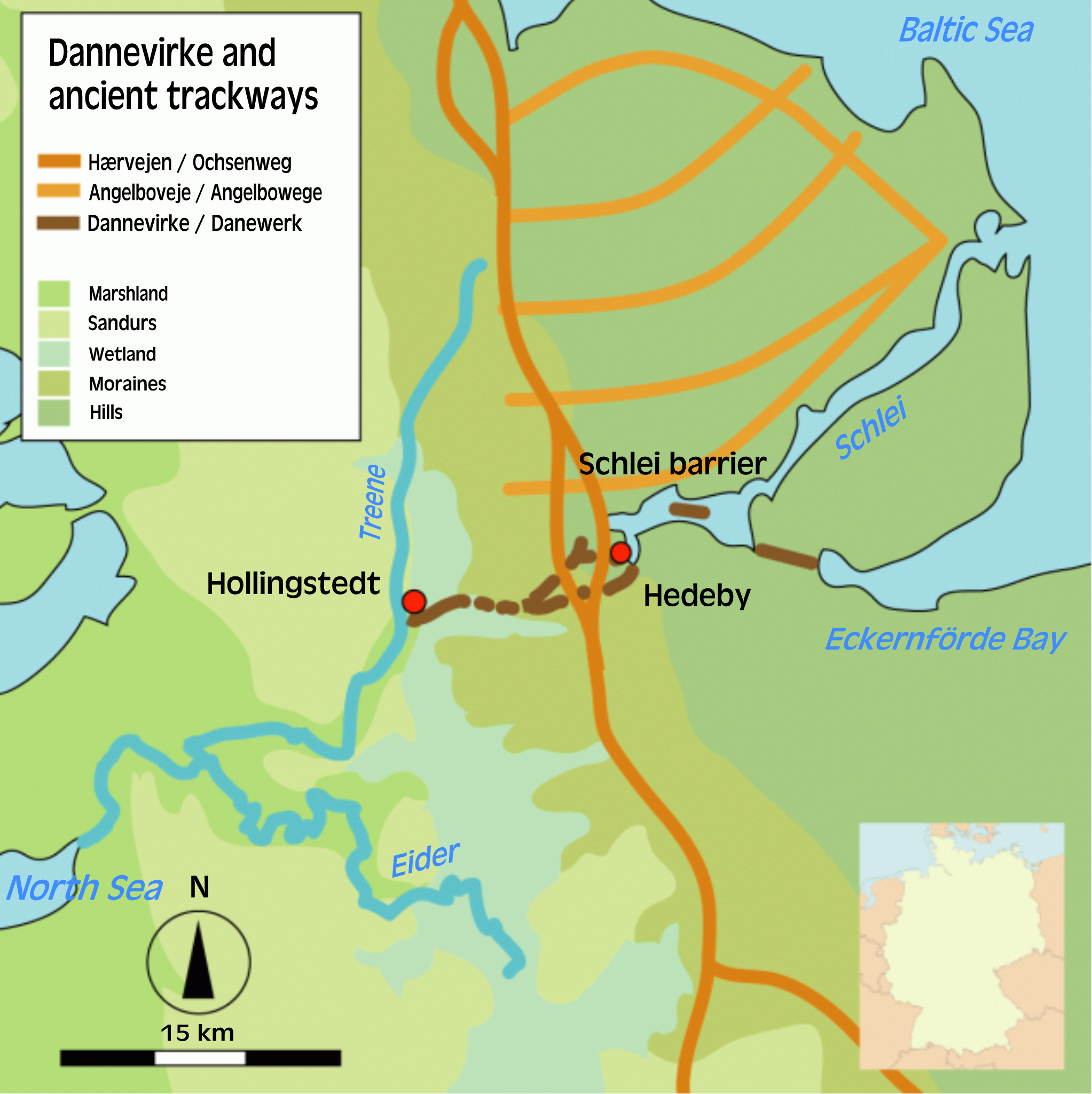
Hedeby a korabeli fontos útvonalak metszéspontjában

Haithabu (óészakiul Heiðabýr, dánul Hedeby, latinul Heidiba, mai német nyelven Haithabu vagy Haddeby) a 8. és 11. század között virágzó első igazi középkori kereskedőváros volt Észak-Európában. A modern nemzetközi történeti és régészeti irodalomban a Hedeby névváltozat a leginkább használatos.
Haithabu a Schlei tengeröböl partján jött létre, a Balti-tenger és az Északi-tenger között egy évszázadok óta használatos fontos kereskedelmi útvonal mellett. A terület ma Busdorf községhez tartozik, Schleswigtől néhány kilométerre, Schleswig-Flensburg járásban, Németországban. 1066-ban lerombolták, kereskedelmi szerepét Schleswig városa vette át. A település maradványai a közeli dán sáncvonallal, a Danevirkéval együtt Schleswig-Holstein legjelentősebb régészeti emlékei közé tartoznak.

## Elnevezése
A kora középkori település neve történelme során és pusztulása óta is számos formában szerepelt a forrásokban és az élő nyelvekben.
- Legrégebbi ismert elnevezése az óészaki nyelvű Heiðabýr. Ez heiðr = hangás fenyér és a býr = telek, település részekből állt össze. Ezt említi Alfréd wessexi király aet Haethe (a fenyérnél) formában. Mai angol írásjelekkel ezt Heithabyr formában írják.
- Mai elfogadott dán és angol írásmódja az óészakiból közvetlenül származó Hedeby. A nemzetközi szakirodalomban is ez a változat a leggyakoribb.
- Heidiba a városnév középkori latin formája.
- Haithabu a név modern német alakja. Ez egy rúna-feliratból ered, ott azonban a város neve nem alanyesetben (heithabyr), hanem tárgyesetben szerepelt (haitha x bu) és ez így maradt fenn a német nyelvben.[1]
- Haddeby a fentiekből eredő másik német forma, amit ma a várost körülvevő közigazgatási egységre, valamint a középkori település melletti tengeröbölre (Haddebyer Noor) alkalmaznak. (A Noor egyébként alnémet nyelven, illetve eredetileg dánul – nor formában – a tengertől csaknem teljesen elzárt, kis, maximum néhány négyzetkilométeres tengeröblöt jelent).
- Heddeby forma is előfordul.

Tovább bonyolítja a helyzetet, hogy a települést, ugyanabban a korai időben, a szászok és a frankok további két, a fentiektől egészen különböző formában is megnevezték a forrásokban. Ezek a Sliesthorp és később a Sliaswich formák, amik a Schlei tengeröböl alnémet, dán nevéből (Slie), illetve a falu, település (thorp, wich) részekből álltak össze. Ezekből a névformákból ered Schleswig tartomány és város mai neve.

## Története
A népvándorlás után, amelynek során a helyi germán anglik, jütök és a szászok több csoportja Angliába vándorolt, óészaki törzsek, a korai dánok foglalták el a területet észak felől az eckernfördei öbölig. Így a dán vikingek birtokába került az itt húzódó fontos ősi kereskedelmi útvonal az Északi-tenger és a Balti-tenger között. Nyugatról a viking csónakok az dagály segítségével általában két nap alatt tették meg az távolságot az Eider és a Treene folyókon át a mai Hollingstedtig. Innen a Balti-tengernek a szárazföldbe 42 kilométerre benyúló Schlei öblének végéig 16 kilométeres szakaszon szárazföldön haladt az út, amin a kereskedők szekerekkel vagy hordárokkal szállították áruikat. A Schleinél aztán ismét hajóra szállhattak. Az út mentén, az Eider északi-tengeri torkolatánál, a vízi út végén, a mai Hollingstedtnél, illetve a Schlei partján települések alakultak ki a kereskedelmi forgalomra épülve. A legfontosabb a Schlei partján Hedeby lett, mivel ennek a közelében egy ugyancsak igen régi és fontos észak-déli szárazföldi hadi- illetve kereskedelmi út is haladt, az Ochsenweg vagy Heerweg (dánul Hærvejen).
A 8. század folyamán jelentős gazdasági fellendülésre került sor Észak-Európában, többek között a hajóépítés is nagyot fejlődött és ez tovább fokozta az útvonal és vele együtt Hedeby, mint átrakodóhely és kereskedelmi központ jelentőségét.
Írott forrás – a Frank Birodalmi Évkönyv – először 804-ben említi a helységet azzal, hogy a dán király ott vonta össze csapatait és flottáját. Utoljára pedig 1066-ban említik, amikor egy szláv sereg elfoglalta, lerombolta és felgyújtotta. A régészeti leletek is meglehetősen pontosan igazolják ezt a két-három évszázados virágzást.
Hedeby fejlődésén nagyot lendített, hogy a konkurens szláv kereskedelmi központot Rericet, ami valószínűleg a mai Wismar közelében volt, Godfred dán király lerombolta 808-ban. Az ottani kereskedőket Hedebybe hurcolta, így a város még a dán egység megteremtése előtt fontos központtá vált. Lakossága gyorsan növekedett, és az első észak-európai városias település alakult ki belőle. Jelentősége túllépett a regionális kereteken, tulajdonképpen Nyugat-Európa kapuja lett a Balti-tengeren. Széles körű távolsági kereskedelmi kapcsolatai révén fontos nyersanyagokat és értékes feldolgozott árukat közvetített. Lakosságának száma elérte az 1000 főt, összetétele pedig messzemenően nemzetközi volt, frízek, dánok, svédek, norvégok, szászok, frankok és szlávok egyaránt éltek és tevékenykedtek a városban.
Hedeby politikailag fennállásának csaknem teljes ideje alatt Dániához tartozott, kivéve a 934 és 983 közötti időszakot, amikor a német birodalom gyakorolt fennhatóságot a város és környéken felett. A város jól szervezetten működött, a dán királyt a település grófja (Wikgraf) képviselete, aki az adókat beszedte, biztosította a piacok rendjét és egyben katonai parancsnok is volt.
A város kulturális szempontból is fontos szerepet játszott. Európa déli és nyugati részeiről számos impulzust közvetített Észak- és Kelet-Európa felé. A kereszténység skandináviai terjesztése is itt vette kezdetét, amikor 850-ben felépült Hedeby első keresztény temploma, és megszólalt Észak-Európa első harangja. 948-ban a város püspöki székhely is lett.
Több korabeli írott forrás is beszámol a város jelentőségéről. Brémai Ádám szerint „Heidiba“ portus maritimus, tengeri kikötő, ahonnan hajók indulnak Svédországba és Bizáncba.  965-ben Ibrahim ibn Jaqub arab utazó is felkereste és írt róla. 

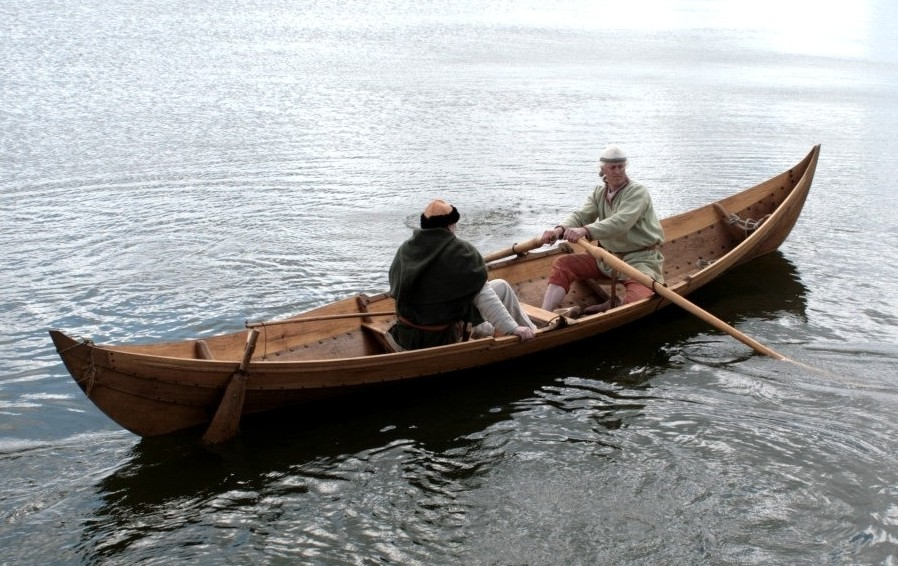
Viking evezős hajó másolata („Nökkvi” 2009)

Haithabu a 10. században érkezett el virágkorába és legalább 1500 lakosával a nyugati Baltikum legjelentősebb kereskedelmi központja volt. 983-ban I. Harald dán király visszahódította Haithabut. A várost 1050-ben érte újabb komoly támadás, csaknem megsemmisült a III. Harald norvég király és II. Svend dán király közötti harcokban. Ezt követően csak részben sikerült újra felépíteni. 1066-ban aztán az elbai szlávok támadása teljesen lerombolta a várost, szerepét a néhány kilométerre északra, a Schlei öböl másik partján kialakult Schleswig város vette át, Haithabu nem épült fel újra.
Ma az egykori település közelében található a Haithabui Viking Múzeum. 2008-ban Haithabut Danevirkével és más viking emlékekkel együtt jelölték a kulturális világörökségi cím elnyerésére, 2018-ban pedig felkerültek a világörökségi helyszínek listájára.